# 机动战士GUNDAM NT
《机动战士GUNDAM NT》（日语：機動戦士ガンダムNT）是日本动画系列GUNDAM系列中的一部动画电影。本片作为OVA以及电视动画的《机动战士高达UC》的续集作品，由前作小说原著作者福井晴敏在自己的小说《机动战士高达UC 狩猎不死鸟》的故事基础上改编，吉泽俊一执导、泽野弘之配乐并由SUNRISE负责动画制作。本片2018年11月30日起在日本全国90所电影院上映，2019年1月11日於台灣上映，1月24日於新加坡上映，2月14日於香港上映，7月12日於中國大陸上映。该作也是首部在中国大陆公映的GUNDAM系列电影。
故事讲述了自前作拉普拉斯事件一年后，剩余的新吉恩残党势力与地球联邦军就各自就两年前失踪后又再度出现的机动战士RX-0 獨角獸GUNDAM3号机进行捕获作战的事情。为此双方分别出动了此前作为试验机而研发制造的RX-9 NT高达等新机体。
本片上映后反响良好，评论主要赞扬了该系列一贯出色的画面效果，而负面评价主要集中在故事背景庞大但篇幅受限，因此需要观众在观影前对其背景知识做一定的了解，故事展开过于神化以及部分片段的作画品質水平不一等。

## 概要
作为在宇宙世纪GUNDAM系列作品中继《机动战士GUNDAM F91》（1991年）之后27年来的第一部新作电影。本作也是作为在各种媒体上展开，讲述《机动战士GUNDAMUC》（以下简称《UC》）之后UC世纪所发生故事的《UC NexT 0100》计划中发布的第一部作品。
本作是动画版《UC》的续集故事，以担任动画版剧本的福井晴敏先生此前执笔的小说《机动战士GUNDAMUC》的外传短篇小说《机动战士GUNDAMUC 狩猎不死鸟》为原案，描述动画版《UC》一年后的故事。小说《狩猎不死鸟》原本是以填补《UC》原作小说与动画版结局的差异为目的的作品。同时也是为了整理在《UC》动画版中独自作为最后的敌人登场的兵器、新吉恩的存在，描绘原作小说上的待遇的作品。从这一过程来看，本作品为了将以小说《狩猎不死鸟》为焦点的《UC》的小说版和动画版的不同点再次与动画版《UC》的设定相匹配而进行了变更，从小说版《UC》的故事中无法连接的内容。据福井称，小说《狩猎不死鸟》只不过是小说版《UC》的外传，而本作品是有意识地描绘宇宙世纪主线故事的作品。

## 故事

### 背景
在《机动战士高达UC》事件之后，这场被称为“拉普拉斯事件”的冲突随着新吉恩残余团体“带袖的”解散而结束。事件中活跃的独角兽高达和报丧女妖都被封存了，再也没有人见过他们。根据《宇宙世纪宪章》的原始草案，新類型人的存在及其被承诺的权利也已为公众所知。
一年后的U.C.0097，世界仍然基本没有变化。但在此时两年前失踪的「独角兽高达3号机 凤凰」突然重新出现。为了捕捉「可能性之獸」的末裔，联邦與新吉翁甚至是与阿纳海姆社关系密切的卢欧商会都各自展開了捕捉行动，称为“狩猎不死鸟”行动。

### 正片
在U.C.0096中，这场被称为“拉普拉斯事件”的冲突随着新吉恩残余团体“带袖的”解散而结束。独角兽高达和报丧女妖据说都被拆解封印了。随着《宇宙世纪宪章》原始草案的公布，新人类的存在及其承诺的权利已经为公众所知。一年后的U.C.0097，尽管有这些信息的披露，但世界基本上没有变化。作为独角兽高达和“报丧女妖”的“兄弟”——RX-0高达 三号机“凤凰”在消失两年后再次出现，这触发了联邦发起“狩猎不死鸟”行动，以捕捉这架机动战士。吉翁共和国部长莫纳汉·巴哈罗通过其特工埃里克·雨果秘密指挥吉翁军部队也在追击这一目标。吉恩共和国的名义上的“公主”密涅瓦·劳·扎比说出了莫纳汉的野心，尽管她不能直接干预此事。实力强大的卢欧商会指派米谢儿·卢欧以及驾驶员乔纳·巴修塔驾驶RX-9 NT高达从旁协助联邦军部队参与“狩猎不死鸟”行动。米谢儿和乔纳儿时的朋友莉塔·贝尔纳尔被认为控制着“凤凰”。莉塔、米谢儿以及乔纳在一年战争开始时曾因准确预测了吉翁公国发动的“不列颠作战”而挽救了许多生命，由次被称为“奇迹的孩子们”。但只有米谢儿和乔纳知道，只有莉塔才是真正有着先见之明的新人类。
联邦和吉翁都在SIDE 6一个宇宙殖民地发现了“凤凰”，双方飞速赶往现场却没有发现“凤凰”的影子。而吉翁共和国旗下的佐尔坦·亚卡年驾驶新安洲·原石在此攻击乔纳驾驶的NT高达，并对殖民地造成了严重的破坏。就在佐尔坦召唤巨型机动装甲“新吉翁二号”出现以协助他摧毁乔纳时，“新吉翁二号”巨大的机体冲破了殖民地的外壁。之后，“凤凰”突然出现并扰乱了这场冲突。
在发生SIDE 6殖民地灾难性事件后，莫纳汉部长指示埃里克逃离，因为他打算将这一事件归咎于“带袖的”残余势力，并希望指使联邦摧毁其余部队。佐尔坦无意中听到了这段通信，并谋杀了埃里克。之后，作为弗爾·伏朗托项目失败产品的他精神崩溃，在“新吉翁二号”上释放出大规模杀伤意图。米谢儿透露，她精心策划了在殖民地的遭遇战，目的是引出“凤凰”。十几岁时，她、莉塔和乔纳成为了提坦斯旗下恶劣的新人类改造实验的受害者。米谢儿在诱骗乔纳帮助她牺牲莉塔进行极端实验后，安排自己被卢欧商会收养，并打算用卢欧商会的力量来释放莉塔。然而，在提坦斯被解散后，联邦军继续使用莉塔作为“凤凰”的试飞员，最终导致她在一次测试中因“凤凰”失控而失踪。米谢儿相信，当她解开“凤凰”体内永生的钥匙时，她将开释对莉塔的愧疚。她认为“凤凰”是一种精神框架，有吸收垂死者灵魂的能力。
联邦军担心佐尔坦的袭击将在地球上造成比“不列颠作战”更具破坏。乔纳、米谢儿和联邦军部队出击，来阻击佐尔坦，而“凤凰”也加入了他们的行列。事实证明，“新吉翁二号”过于强大，即将击溃联合部队。米谢儿牺牲了自己来保护乔纳严重受损的NT高达。巴納吉·林克斯乘坐ARX-014S银弹镇压者也抵达战场，协助乔纳进入“凤凰”的驾驶舱。乔纳、莉塔和米谢儿的灵魂团结在一起，驱使“凤凰”的精神力感应框架遏制了“新吉翁二号”自身的感应框架的破坏力，并杀死了佐尔坦，拯救了地球。乔纳在“凤凰”以惊人的速度离开之前被弹射出驾驶舱，并被巴納吉救出。巴納吉鼓励乔纳故事还没有结束。

## 作品解说
导演吉泽俊一表示本作品是“以鸟开始以鸟结束的电影”，机械设计、台词、比喻表现等，在电影的全篇中鸟的主题登场。剧中被比喻为不死鸟的独角兽高达3号机“凤凰”，从之前的高达和以往作品中登场的设计进行了细节上的变更，追加了以凤凰的尾羽为灵感来源的尾部稳定器。剧中，海鸟飞来飞去的悉尼湾（因电影开头所描绘的殖民地坠落而产生的陨石坑）的海岸风景，作为主人公乔纳的回忆和印象风景反复登场。据导演吉泽说，这里的陆地是现世（此岸），大海是灵界（彼岸）的暗喻，在这之间飞来飞去的鸟象征着在此岸和彼岸自由往来的存在，即新人类。
本作标题中的“NT”是高达系列中登场的概念“Newtype（新人类）”以及表示“叙述”等意思的单词“Narrative”的双重含义。这部作品旨在讲述和重新定义“Newtype”这一概念。虽然《高达》系列的原作者富野由悠季并未深入探讨这一概念，但剧本作者福井晴敏的理解在其中得到了体现。本作的内容可以说是对福井在2014年由角川书店发行的书籍《高达UC证言集》中提交的关于“Newtype”解释论的一个影像化总结。导演吉泽俊一也采取了遵循福井解释的立场。本片一直到最后一幕，其标题才首次出现在屏幕上。在高达系列的电影作品中，直到片尾才出现主要标题标志的表现手法，据说这是第一次采用。
福井晴敏认为，即使“Newtype”概念在剧本中是为了情节的需要而生造出来的御都合主义设定，它仍然与从1979年首部系列《机动战士高达》开始贯穿整个《高达》系列的、以“存在与灵魂”为核心的人类本质主题相关联。他意图从当代的视角重新讲述这一概念。因此，在本作中，除了以往《高达》系列中经常出现的元素之外，还特别聚焦于超能力和灵魂等神秘主义方面。同时，作品也有意挑战那些通常被视为伪科学的设定，并展开了围绕宇宙世纪系列世界设定中独特存在象征——独角兽高达3号机凤凰的故事。

## 制作
| 企劃、動畫製作 | SUNRISE              |
| 原作           | 矢立肇、富野由悠季   |
| 导演           | 吉泽俊一             |
| 剧本           | 福井晴敏             |
| 主角原案       | 高桥久美子           |
| 人物设计       | 金世俊               |
| 机械设计       | 角木肇、小松英司     |
| 色彩设计       | 铃木贵子             |
| CG总监         | 藤江智洋             |
| 监视器设计     | 佐山善则             |
| 美术指导       | 丸山由纪子、峰田佳实 |
| 特殊效果总监   | 谷口久美子           |
| 摄影指导       | 脇显太朗             |
| 音响监督       | 木村绘理子           |
| 编辑           | 今井大介             |
| 音乐           | 泽野弘之             |
| 制片人         | 小形尚弘             |

2018年4月5日，日升工作室注册了域名“gundam-nt.net”后，该项目首次被曝光。4月18日又发布消息称将在4月20日召开系列新作发布会。2018年4月20日，在东京高达基地的官方直播中，本片被正式公开，并发布了该电影的预告片和角色。同时也发布片中即将登场的的机动战士NT高达（Narrative Gundam），以及重新设计的新安洲·原石（Sinanju Stein）和独角兽高达3号机凤凰。本片也是旨在拓展宇宙世纪时间轴下一个100年发生的事件的《UC NexT 0100》系列作品开发计划中的第一部作品。据悉，本片将由日升工作室旗下第一制作组负责制作。除了这部电影，日升工作室还透露了另外两个高达作品项目：一个是改编自富野由悠季的小说《机动战士高达 闪光的哈萨维》的电影三部曲，另一个是《机动战士高达UC》的海外真人续集，福井晴敏半开玩笑地告诉观众说“（这个）请假装你没看到”。
动画制作由SUNRISE第一工作室进行，动画版《UC》原班的工作人员也有大量参与。另一方面，起用大量30多岁的动画师作为主创作群，推動新一代對动画作品创作的参与。
制作人小形尚弘在谈及本片的发起初衷时提到，自2010年《UC》开始制作后，以日本本土剧院上映的形式传播OVA的新传播模式受到了外界积极的反响。2012年时，版权方又在日本东京的台场竖起了等比例大小的独角兽高达塑像，因此围绕着这个塑像就诞生了本片的企划。导演吉泽俊一在提到片名的含义时指出，片名中的“NT”既有原著故事中“NewType”的意思，更有表示叙述片中属于三个奇迹之子的故事的“Narrative”的意思。在提及作为日本国民IP动画的人物设定启用韩国籍动画人的事情时，制作人小形尚弘表示，作为高达动画系列的长期参与者，金世俊参与过包括《UC》和的动画制作，尤其擅长刻画大叔类型的角色。而高达系列制作团队长期以来一直都在不停的接纳新鲜血液，因此对制作者能力的考虑胜于其他。

### 角色塑造
本片的人物设计不再采用前作安彦良和作为原稿设计师，而是启用高桥久美子。

#### 登场人物
| 角色                             | 日语配音                                                                   | 普通话配音          | 角色描述 |
| -------------------------------- | -------------------------------------------------------------------------- | ------------------- | --- |
| 乔纳·巴修塔（ヨナ・バシュタ）    | 榎木淳弥、中村文德（8歳時）                                                | 王晨光、褚珺（8岁） | 主角之一，地球联邦宇宙军所属的少尉，25岁。在与玛莎·毕斯特·卡拜因有关的作战中，他乘坐迪杰，在“狩猎不死鸟”行动中乘坐NT高达。幼年时期在澳大利亚与蜜雪兒和莉塔一起，避到殖民星坠落地附近生存下来，與米谢儿及莉塔被合称为“奇迹的孩子们”。         |
| 米谢儿·卢欧（ミシェル・ルオ）    | 村中知、横溝菜帆（8歳時）                                                  | 白雪岑              | 主角之一，乔纳和莉塔的青梅竹马，羅商會的特别顾问，25岁。擅长用略筮法进行占卜，深受财政界的信赖。与包括NT高达在内的增援物资一起，登上克拉普级宇宙运输船“大马士革”号，加入“狩猎不死鸟”行动。                                                   |
| 莉塔·贝尔纳尔（リタ・ベルナル）  | 松浦愛弓                                                                   | 阎萌萌              | 主角之一，与座机「凤凰」一起失踪的联邦军女少尉。23岁。小时候与乔纳等一起经历了澳大利亚的灾难，被称为“奇迹的孩子们”。 |
| 佐尔坦·亚卡年（）                | 梅原裕一郎                                                                 | 卢力峰              | 吉恩共和国军的上尉，27岁。乘机是新安洲·原石。与新吉翁残党组织“带袖的”领导人弗尔·伏朗托一样是一个被作为夏亚复活计划培养而来的强化人。 |
| 布里克·泰克拉特（）              | 古川慎                                                                     | 彭尧                | 得到卢欧·无明许可，作为卢欧商会特别顾问担任米谢儿·卢欧的秘书。 |
| 玛莎·毕斯特·卡拜因（）           | 塩田朋子                                                                   | 碧涓                | 赛亚姆·毕斯特的孙女，嫁入阿纳海姆家族。在被问及扩大拉普拉斯事变的责任后，她被联邦政府软禁，但是作为一名阿纳海姆电子公司（AE公司）的人，他被买下了与报丧女妖一起参加凤凰测试的经验，从而参与到“狩猎不死鸟”行动中来。                          |
| 阿巴耶夫（）                     | 山路和弘                                                                   | 滕奎兴              | 克拉普级宇宙巡洋舰“大马士革”号的舰长，军衔为上校。 |
| 埃里克·雨果（）                  | 遠藤綾                                                                     | 阎萌萌              | 吉翁共和国军中尉，秘密地听从莫纳汉的指示监视佐尔坦。 |
| 斯蒂芬妮·卢欧（）                    | 夏樹莉緒                                                                   | 碧涓                | 米谢儿·卢欧的义姐，曾在《机动战士Z高达》中登场。 |
| 莫纳汉·巴哈罗（）                | 寺杣昌紀                                                                   | 赵铭洲              | 吉翁共和国外交部长，背着米妮瓦与新吉翁残党联系。 |
| 毛里（マウリ）                   | 玉野井直树                                                                 | 叶保华              | 地球联邦军参谋本部所属中将参谋官。 |
| 伊阿古·哈卡纳（）                | 中井和哉                                                                   |                     | 地球联邦军属下，驻扎于宇宙巡洋舰“大马士革”号，作为机动战士部队薛札尔队的队长，军衔为少校。搭乘机体为A队样式的杰斯塔。 |
| 弗兰森（）                       | 星野貴紀                                                                   |                     | 薛札尔队的副队长，军衔为上尉。 |
| 阿瑪札、迪拉奧、帕維爾、塔曼（） | 佐藤節二（阿瑪札）、荒井勇樹（迪拉奧）、島田岳洋（帕維爾）、駒田航（塔曼） | 赵铭洲（塔曼）      | 薛札尔队的各位成员，阿瑪札是上尉、迪拉奧和帕維爾是中尉、塔曼是少尉。 |
| 羅武明（）                       |                                                                            |                     | 以新香港为基地发展起来，对地球联邦政府有非常大影响力的羅商會的会长。米谢儿的养父。在作品中处於人體冷凍技術状态。 |
| 米妮瓦·拉歐·薩比（）             | 藤村步                                                                     |                     | 萨比家的遗孤。在公布“拉普拉斯之盒”的真实身份就是《拉普拉斯宣言》之后，将RX-0系列的独角兽高达和报丧女妖超越人智的能力视作危险，并与联邦军签署了共同封存双方机体和精神感应框架相关研究的协议。之后在航天战舰墨瓦腊泥加内的毕斯特庄园设立据点。 |

### 机械设定
在本作品中，还将出现《狩猎不死鸟》及其他宇宙世纪系列中出现的机动战士（MS），但部分机体根据角木肇改变为意识到作品中以前的技术体系的新设计。作为本作品的主人公机体的NT高达，随着故事的发展，A装备、B装备、C装备逐渐变成了轻盈的轮廓，最终成为核心战机奔向女主角莉塔身边。这是主人公乔纳在故事开始时背负的后悔、怨恨、焦虑等各种各样的想法，随着故事的进行逐渐被削减，最后留下的夙愿也会变得明朗，意图与登场人物的心情相链接的演出[，这个“乔纳真的想做的事”被定位为姿态的核心战机是让人想起鸟的设计。负责剧本的福井晴敏和机械设计的角木肇，对核心战机的登场表示了为难。不过，导演吉泽俊一「想以鸟开始以鸟结束的电影」，「从故事倒推制作机械」，以反映吉泽从富野由悠季传授的戏剧的形式鸟型核心战机的登场实现了。核心战机的存在一直隐藏到电影的最后，但在故事前半部分的整备场面中，有在卸下A装备时折射出折叠的核心战机的主翼的镜头。为了在此时作为伏笔停留在观众的眼中，从初期设定开始急忙变更了主翼的颜色。
与装备了可选配的物理打击武装的NT高达相对应的，独角兽3号机凤凰则被设定为在推进剂已经用尽，但却以精神感应框架未知的力转换能力作为推进力来获得无限的续航距离。

#### 登场机体

##### 羅商會
RX-9 
驾驶员是乔纳·巴修塔。
本来是AE公司为了取得RX-93开发数据而制造的多功能试验用MS，各部分的形状和构成与νGUNDAM相近，由于是测试机，所以装甲部分较少。本体的固定武装只有头部M61火神炮，在“狩猎不死鸟”行动中，羅商會将换装从AE公司接来的多种武器装备。
A装备
装备了大型兵装和高机动装备的状态。以脚部周围为中心，将大型推进器向后放置，获得了爆炸性的加速力。
武装是用于凤凰捕获用的复合特殊武装“精神感应捕获器”、大型光束剑、高出力MEGA加农砲。
B装備
以单机作战为主的射击战用装备，与巨大笨重的A装备对比重量大幅减轻，且可以于重力环境下运用。
武装为两基有线式远距离攻击终端，以及两面由RGM-89杰刚的护盾改修而来的附导弹发射器型护盾。
C装備
將與RX-0系相同構造的精神感應框體稍做修改安裝在機體骨架外露處的型態。搭載了简化版NT-D系統，根據编剧福井的说法，从A到C武装会漸趨簡單。
MSK-008 迪杰
格里普斯戰役時由卡拉巴以力克·迪亞斯為基礎開發的陸戰機體。
在本作品中，被視為舊式機，塗裝被羅商會更改為灰色。主武装的光束步枪被更新为格里普斯战役后所开发的MS用样式。另外，队长機在左肩上又添加了一个探照灯。

##### 联邦军
RX-0 独角兽GUNDAM3号机 凤凰
由联邦军以RX-0独角兽和报丧女妖的制造数据为基础独立组装的机体。U.C.0095年发生了失控事故，驾驶员莉塔·贝尔纳尔下落不明。但是在米妮瓦·拉歐·薩比公开“拉普拉斯之盒”的真相后，目击证人也随之陆续出现。在本作中，在背部左右的武裝戰甲下部，增加了像鸟的装饰羽毛一样的尾部平衡推进翼。
RGM-96Xs 杰斯塔 薛札尔队样式
杰斯塔配合“狩猎不死鸟”行动进行翻新的机体。在全体机体头部安装了眼罩型传感器强化单元，根据作战方案分别使用高机动装备、狙击装备和捕获装备。
RGM-89D 積根D型 护卫队样式
杰刚D型衍生机。头部搭载了废除60毫米M61火神炮的新型装甲，而且胸部还装有类似ECOAS样式机型的追加装甲。主武装是90毫米短机枪。
FD-03 古斯塔夫·卡尔
联邦军下一代量產型MS，重武裝设计。
在本作中，装甲的厚重装备型作为玛莎·毕斯特·卡拜因的护卫，使用了杰刚D型护卫队的规格相同的90毫米短机枪。

##### 吉恩共和国军
MSN-06S-2 新安洲·原石
开发代号为“原石01”，作为“UC计划”的一部分而生产出来的实验机，用以测试精神感应框架的强度和可追踪性。U.C.0094年在运输途中被劫。在本作中，在被弗尔·伏朗托夺取的两架中，原定作為備用零件拆解的备用机在解封、重組後作为佐尔坦·亚卡年的乘机登场。与原本的原石相比，光束步枪和护盾的形状略有不同，另外各处都添加了作為“带袖的”特色的雕刻裝飾。

## 音乐

### 音效
本片演出方面使用了与机械动作音不同的生物摇晃的效果音。根据福井的意向，片中凤凰超高速飞行时使用了《蒼之流星SPT雷茲納》中V-MAX的效果音。而新吉翁二号则与前作《UC》中的新吉翁号一样，按照福井晴敏的意见使用了大量《傳說巨神伊迪安》中伊迪安的效果音。而在新吉翁二号与失控的NT高达合体的场景中使用的音效据称是为了让人联想到“世界嘎吱作响”的形象而匆忙添加的。本片中，NT高达A装备、C装备的出击场景以及与凤凰共同作战的场景都充满了动感。作为与前作《机动战士高达UC》区分开来的元素之一，本作特别创作了包含人声的战斗场面主题歌《Vigilante》，这种舞蹈音乐风格的处理方式为作品增添了独特的魅力。自C装备登场以来的两个场景中，与A装备登场场景中播放的标准版不同，使用了一个编曲风格不同的版本。这个版本在原声带中以《Vigilante <ver0.5+@>》为名被记录下来，它反映了导演的指示，比标准版“稍微多了一些舞蹈性的方向”。

### 主题曲
曾在前作《机动战士高达UC》负责音乐制作的泽野弘之继续为本作进行配乐创作。由曾经给多部大热动画提供主题曲演唱的LiSA与泽野弘之组成搭档，以SawanoHiroyuki[nZk]:LiSA的组合形式为本作制作主题曲《narrative》。一改以往在《UC》中以现场演奏的管弦乐为配乐中心基调，本作中的配乐以EDM为中心。此外，东京御台场的实体大小独角兽高达立像的主题曲《Cage》经过改编后，被称为《Cage <NTv>》（NT版的意思）。作为电影的配乐，为了配合场景，从引子到第一段副歌的上升部分都被刻意压制了，这样的编曲风格在电影结束时，当凤凰结束与新吉翁二号的战斗并离开现场时播放。据福井先生所说，在他完成剧本之前，就已经决定要使用这首与作品主题相匹配的曲子，并且还指定了使用场景。

## 宣传
本作在2018年4月20日举行的“GUNDAM系列作品新作发表会”上发表制作，发表了主视觉图和主创人员等。
8月15日，本片的海报和片中角色以及配音演员一同发布，同时也公开了首映日期。这张戏剧性的海报发布后，推特上的网友们根据16世纪的雕塑《强奸萨宾妇女》，模仿海报中主要人物的怪异姿势，创作了一系列恶搞图片，并将其命名为“NT组合体操”。部分网民也因海报中三人的姿势有模仿漫画《JoJo的奇妙冒险》第七部中的封面插画而将其笑为模仿“JoJo立”。甚至作为主要配音演员榎木淳弥与制片人小形尚弘在参加电视节目时都与主持人现场模仿主视觉图中人物的造型。之后，在同年8月16日，制作方公布了片中各种相关设定。8月20日，制作方在东京的“高达基地”进行了直播，并展示了预告片和角色设定细节。预告片中展示了几款主角机动战士，包括NT高达，以及重新设计的新安洲·原石和独角兽高达3号机“凤凰”。
10月16日，制作方在东京Zepp DiverCity举行了“机动战士高达NT 公开前活动 ~PRELUDE TO NARRATIVE~”。活动中现场公开了本片前23分钟的影像片段。
影片的票是在制作发表后不久就推出的，第一款是使用Key Visual的clear file，第二款则是设定由剧中的匿名人士所整理的数量限定特制小册子《报告书-U.C.0097-》。另外，2018年10月19日推出与同一时期剧场上映的《哥斯拉 噬星者》合作的插图（带有透明文件夹的预售票）。同年11月2日公开了使用两部作品的正编影像的合作动画。
制作方日升于2018年11月29日公开了上映前最后一段影片预告。
剧场上映首日的2018年11月30日，在丸之内皮卡德里1举办了首日舞台致辞，饰演乔纳·巴修塔的榎木淳弥、饰演米谢儿·卢欧的村中知、饰演莉塔·贝尔纳尔的松浦爱弓、饰演佐尔坦·亚卡年的梅原裕一郎、导演吉泽俊一、编剧福井晴敏以及制片人小形尚弘等登台。
配合剧场公开，本篇开头23分钟于2018年11月30日在AbemaTV等各动画配信网站配信。同年12月1日在BS11、12月4日在TOKYO MX分别进行电视放送，12月13日在PlayStation VR配信。

### 入场者礼品
第七周时，制作方给入场者准备了《机动战士高达 闪光的哈萨维》的印象素描卡作为礼品。

## 公映

### 日本公映
这部电影于2018年11月30日在日本各地的90家电影院首映。2019年9月13日，作为机动战士高达40周年活动《高达映像新体验TOUR》的一环，本片的4DX版在联合电影计20馆与《机动战士高达 逆袭的夏亚》一起上映。

### 海外放映

#### 港台地区
2018年11月，版权方就发布消息将在2019年1月将本片引进台湾。为了助力宣传，制作方于当年11月30日开始通过巴哈姆特网站旗下動畫瘋频道在台湾地区网络发布23分钟的影片先行版片段。2019年1月，版权方又发布本片将于2月14日在香港上映的消息。

#### 中国大陆
2019年5月15日，官方微博传出消息称本片确定将在中国大陆公开上映，但并未公布具体的上映日期。5月20日官方微博再次发文称本片“不是【有望】，而是【即将】”在当年夏天于大陆上映，进一步确认了大陆引进并正式公映的消息。同时发布了中文先导预告并配以“燃魂40年，破壁降临！”的宣传标语。6月11日，该片制作方和引进方在北京举办了定档发布会，正式宣布将在同年7月12日在大陆公映，这也是中国大陆首次公映高达系列电影。发布会邀请了本片导演、编剧以及制作人等到场助阵，更有电影《流浪地球》导演郭帆、《无名之辈》导演饶晓志等人作为爱好者代表登台发表感言。7月6日起，片方与中国大陆多个网络平台和品牌一起合作在多个城市推出面向爱好者们的提前点映活动。该片最终由中国电影集团公司进口，中国电影股份有限公司译制和发行，由少年派影业无锡有限公司和北京无限自在文化传媒股份有限公司共同负责宣传，霍尔果斯小孔乘象文化传媒有限公司协助推广。片方在引进日语原版的同时也推出了中文配音版本以便于家长与儿童一同观看。

#### 其他地区
Odex宣布将在东南亚各电影院发行该电影，放映日期则期公布。还将宣布将制作英语配音，其中将由NYAV Post制作，而奥斯卡·加西亚（Oscar Garcia）将担任配音的ADR主管。本片在美国影院仅于2019年2月19日限时上映一晚。Anime Limited于2020年11月30日在英国授权发行本片。

### 电视播映
本片分别于2021年1月1日、2日和3日，在BS11、TOKYO MX以及MBS等日本国内地面电视台首播，标题为“GUNPLA40周年纪念《机动战士高达NT》特番”。在电视动画《机动战士GUNDAM 水星的魔女》再次激活MBS和TBS的“每日放送製作日5動畫”节目段后，本作也在《机动战士高达 水星的魔女》的第一季和第二季播出之间，作为“GUNDAM NEXT FUTURE×日5”计划的第一弹，以宇宙世纪为背景的作品的第一部分于2023年1月起与《机动战士GUNDAM 雷霆宙域战线》以及《机动战士GUNDAM 闪光的哈萨维》一起，以4集电视动画的形式在“日5”时间段播出。
| 話数 | 日文标题 | 首播日        |
| ---- | -------- | ------------- |
| 1    |          | 2023年3月5日  |
| 2    |          | 2023年3月12日 |
| 3    |          | 2023年3月19日 |
| 4    |          | 2023年3月26日 |

| 日曜 17:00 - 17:30 | 毎日放送をはじめとする TBS系列全28局 | 日本国内 連動データ放送 『日5』枠 |

| 毎日放送・TBS系列                          | 毎日放送・TBS系列                        | 毎日放送・TBS系列                        |
| ------------------------------------------ | ---------------------------------------- | ---------------------------------------- |
|                                            | 機動戦士ガンダムNT TV EDITION            |                                          |
| 機動戦士ガンダム サンダーボルト TV EDITION | 機動戦士ガンダム 水星の魔女 （SEASON 2） |                                          |
| 機動戦士ガンダム サンダーボルト TV EDITION | 機動戦士ガンダムNT TV EDITION            | 機動戦士ガンダム 水星の魔女 （SEASON 2） |

## 相关作品
《狩猎不死鸟》

## 票房
上映的第一周，本片受到了大量好评，首个周末的票房排行达到第4位，影院平均收入则位居同时段第一。日本上映24天票房約5億2200萬日圓，累计進場觀眾約36萬7000人。最终票房定格在6.7亿日元。
据当地媒体《环球日报》报道在中国上映后，本片首日票房为668万元人民币，三天内票房达到729万元人民币。最终本片的中国大陆总票房则达到人民币871.1万，在当年的中国大陆公映日本电影票房排行榜上名列第18位。最终本片的日本总票房为4615833美元，在中国的总票房约合1230831美元，在美国的总票房为259224美元，全球总票房为600万美元。

## 反响与评价
Anime News Network的金·莫里西（Kim Morrissy）给这部电影的总评分为B，一方面赞扬了电影有趣的创意以及与《UC》的衔接，一方面也批评了电影中的人物塑造过于松散以及角色动画效果不佳。
中国大陆地区网友在得知本片将正式在大陆公映后对此表示支持。首映第一周日本观众以及社交媒体用户对本片赞赏有加。

## 脚注

## 书籍
- . デアゴスティーニ・ジャパン. 2020-09-08 （日语）.

## 期刊
- . グレートメカニックG (双葉社). 2018-06-18, (2018 SUMMER). ISBN 978-4-575-46509-9 （日语）.
- . グレートメカニックG (双葉社). 2018-12-18, (2018 WINTER). ISBN 978-4-575-46513-6 （日语）.
- グレートメカニックG (双葉社). 2018-03-18, (2019 SPRING). ISBN 978-4-575-46514-3 （日语）. 缺少或|title=为空 (帮助)
- グレートメカニックG (双葉社). 2018-12-18, (2018 WINTER). ISBN 978-4-575-46513-6 （日语）. 缺少或|title=为空 (帮助)
- 月刊ガンダムエース. 2018-11-26, (2019年1月号) （日语）. 缺少或|title=为空 (帮助)